# Okręg wyborczy West Monmouthshire
Okręg wyborczy West Monmouthshire – powstał w 1885 roku i wysyłał do brytyjskiej Izby Gmin jednego deputowanego. Okręg obejmował zachodnią część walijskiego hrabstwa Monmouthshire. Został zlikwidowany w 1918 r.

## Deputowani do brytyjskiej Izby Gmin z okręgu West Monmouthshire
- 1885–1895: Cornelius Warmington
- 1895–1904: William Vernon Harcourt, Partia Liberalna
- 1904–1918: Thomas Richards, Partia Liberalna